# Liste der finnischen Botschafter in Südkorea
Liste der finnischen Botschafter in Südkorea.
| Ernennung Akkreditierung | Name             | Verwaltungszentrum | ernannt von      | akkreditiert während der Regierung von | Posten verlassen |
| ------------------------ | ---------------- | ------------------ | ---------------- | -------------------------------------- | ---------------- |
| 1973                     | Osmo Lares       | Tokio              | Urho Kekkonen    | Park Chung-hee                         | 1978             |
| 1978                     | Henrik Blomstedt | Tokio              | Urho Kekkonen    | Park Chung-hee                         | 1984             |
| 1984                     | Pauli Opas       | Tokio              | Mauno Koivisto   | Chun Doo-hwan                          | 1985             |
| 1986                     | Juha Puromies    | Seoul              | Mauno Koivisto   | Chun Doo-hwan                          | 1991             |
| 1991                     | Jorma Julin      |                    | Mauno Koivisto   | Roh Tae-woo                            | 1996             |
| 1996                     | Unto Turunen     |                    | Martti Ahtisaari | Kim Young-sam                          | 2000             |
| 2000                     | Lauri Korpinen   |                    | Tarja Halonen    | Kim Dae-jung                           | 2004             |
| 2. Juni 2004             | Kim Luotonen     |                    | Tarja Halonen    | Roh Moo-hyun                           | 2008             |
| 2008                     | Pekka Wuoristo   |                    | Tarja Halonen    | Lee Myung-bak                          |                  |